# Дача И. С. Тургенева
Да́ча И. С. Турге́нева (фр. Musée Européen Ivan-Tourgueniev) — музей писателя в Буживале (департамент Ивелин, Франция) на улице Ивана Тургенева, 16.

## История
В конце 1870-х годов, по возвращении во Францию, И. С. Тургенев построил себе эту дачу в имении «Ясени». Он жил здесь весной и осенью с 1875 года и до своей кончины в кабинете с балконом второго этажа 3 сентября 1883 года.
Именно в этом кабинете были написаны его «Стихотворения в прозе», а в 1876 году завершен русский перевод «Легенды о святом Юлиане Странноприимце» Гюстава Флобера.
Здесь собирались друзья И. С. Тургенева: писатели Эмиль Золя, Альфонс Додэ, Братья Гонкур, Владимир Соллогуб и Михаил Салтыков-Щедрин, художник Василий Верещагин, композиторы Камиль Сен-Санс и Габриэль Форэ.

## Музей
Здание было спасено в 1970-е годы благодаря Александру Звигильскому и созданной им «Ассоциации друзей Ивана Тургенева, Полины Виардо и Марии Малибран».
Первый этаж здания занимает постоянная экспозиция, посвященная жизни И. С. Тургенева и представителей его ближайшего окружения (семейства Виардо, композиторов, художников и писателей) в России и во Франции. Здесь же находится мемориальное немецкое фортепиано, с 1990 года взятое под охрану государства.
На втором этаже — две комнаты, где жил И. С. Тургенев, восстановленные по воспоминаниям дочери Полины Виардо.
Музей регулярно организует выставки, конференции и концерты.